# 星光指路
《星光指路》（Starlight）是英國女作家艾琳·杭特的系列小說《貓戰士》的二部曲《新預言》中六集的第四集，於2006年4月4日由Happer Collins出版。中文版於2009年6月1日由晨星出版社出版。

## 劇情摘要
主要描述了牠們在新地區重新生活的一切。牠們劃分了四族界線，蛾翅也提出小島可以當作大集會地點的想法，但由於除了河族，其他族都不會游泳而取消方案；而高星也在到達新地區後逝世，牠在死前說到要讓一鬚成為族長，而這也引發了原本是副族長-泥爪的不滿，因此泥爪招募了許多貓-包括鷹霜-準備攻擊一鬚及牠的貓族(風族)；但最後閃電擊中的樹木，壓死了泥爪，而那棵樹木也成為了前往小島(四喬木)的路徑，也就圓滿了蛾翅所提出的意見。
封面人物是一鬚(一星)

## 資料來源
1. ↑  Warriors: The New Prophecy #4: Starlight, By Erin Hunter(HarperCollins Children's Books)